# Prix Jean Cabrol
Prix Jean Cabrol är ett årligt travlopp för 6-11-åriga varmblodiga travhästar som körs på Vincennesbanan utanför Paris i Frankrike varje år i slutet av mars. Det är ett Grupp 3-lopp, det vill säga ett lopp av tredje högsta internationella klass. Förstapris är 33 750 euro. Loppet körs över distansen 2700 meter.

## Vinnare
| 2024 | Ino du Lupin                                      | Scipion du Goutier                                | Antoine Wiels                                     | Jean-Paul Marmion                                 | 1'13"3                                            |                                                   |                                                   |                                                   |                                                   |                                                   |
| 2023 | Gamay de l'Iton                                   | Bird Parker                                       | Francois Lagadeuc                                 | Hughes Levesque                                   | 1'12"4                                            |                                                   |                                                   |                                                   |                                                   |                                                   |
| 2022 | Diablo de Caponet                                 | Korean                                            | Alexandre Abrivard                                | Laurent-Claude Abrivard                           | 1'12"4                                            |                                                   |                                                   |                                                   |                                                   |                                                   |
| 2021 | Fire Cracker                                      | Quaro                                             | Jean-Philippe Monclin                             | Gregory Thorel                                    | 1'12"0                                            |                                                   |                                                   |                                                   |                                                   |                                                   |
| 2020 | Inställt p.g.a. den pågående coronaviruspandemin. | Inställt p.g.a. den pågående coronaviruspandemin. | Inställt p.g.a. den pågående coronaviruspandemin. | Inställt p.g.a. den pågående coronaviruspandemin. | Inställt p.g.a. den pågående coronaviruspandemin. | Inställt p.g.a. den pågående coronaviruspandemin. | Inställt p.g.a. den pågående coronaviruspandemin. | Inställt p.g.a. den pågående coronaviruspandemin. | Inställt p.g.a. den pågående coronaviruspandemin. | Inställt p.g.a. den pågående coronaviruspandemin. |
| 2019 | Chica de Joudes                                   | Jag de Bellouet                                   | Alain Laurent                                     | Alain Laurent                                     | 1'12"7                                            |                                                   |                                                   |                                                   |                                                   |                                                   |
| 2018 | Blé du Gers                                       | Quinoa du Gers                                    | Jean-Michel Bazire                                | Jean-Michel Bazire                                | 1'13"0                                            |                                                   |                                                   |                                                   |                                                   |                                                   |
| 2017 | Opitergium                                        | Pine Chip                                         | Tony Le Beller                                    | Robert Bergh                                      | 1'13"8                                            |                                                   |                                                   |                                                   |                                                   |                                                   |
| 2016 | Universal Rider                                   | Nahar de Beval                                    | Mathieu Mottier                                   | Danielle Mottier                                  | 1'12"4                                            |                                                   |                                                   |                                                   |                                                   |                                                   |
| 2015 | Moving On                                         | Quite Easy U.S.                                   | Franck Nivard                                     | Fabrice Souloy                                    | 1'13"1                                            |                                                   |                                                   |                                                   |                                                   |                                                   |
| 2014 | Triskell Pacha                                    | Elio Josselyn                                     | Franck Nivard                                     | David Cherbonnel                                  | 1'13"2                                            |                                                   |                                                   |                                                   |                                                   |                                                   |
| 2013 | Ru de L'Airou                                     | Cygnus d'Odyssee                                  | Franck Ouvrie                                     | Patrick Martin                                    | 1'13"1                                            |                                                   |                                                   |                                                   |                                                   |                                                   |
| 2012 | Quick Viervil                                     | Capriccio                                         | Matthieu Abrivard                                 | Christophe Gallier                                | 1'12"5                                            |                                                   |                                                   |                                                   |                                                   |                                                   |